# Władimir Bojarincew
Władimir Bojarincew (ros. Владимир Бояринцев; ur. w 1962) – radziecki skoczek narciarski. Indywidualny srebrny medalista mistrzostw świata juniorów w Örnsköldsvik (1980). Nie startował na innych mistrzostwach świata i igrzyskach olimpijskich.

## Mistrzostwa świata juniorów
- Indywidualnie
  - 1980 Örnsköldsvik (SWE) – srebrny medal